# Retaria
Retaria es un clado de protistas unicelulares marinos del supergrupo Rhizaria. Son heterótrofos y se caracterizan por ser ameboides y presentar intrincados esqueletos o conchas, que al morir se depositan en el fondo marino, dando lugar microfósiles. Comprende dos grupos: Radiolaria y Foraminifera. Los acantarios desarrollan un esqueleto de celestita (sulfato de estroncio), mientras que en las policistinas el esqueleto está construido a partir de sólidos elementos de sílice opalino. Por su parte, los foraminíferos desarrollan conchas perforadas construidas a base de material calcáreo (calcita o menos frecuentemente aragonito). La ceĺula ameboide emite numerosas proyecciones protoplasmáticas, que en los radiolarios están constituidas por axopodios, mientras que en los foraminíferos son reticulopodios.

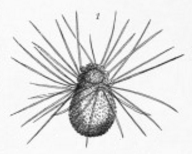
Axopodios en un radiolario
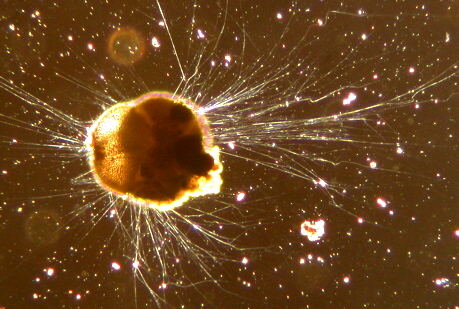
Reticulopodios en un foraminífero

## Cladograma

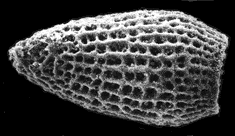
Esqueleto de un polycystine radiolarian de nasa.gov

Foraminíferos y radiolarios forman parte del clado Retaria, que junto a los cercozoos forman el supergrupo Rhizaria. La relación filogenética de Radiolaria con Foraminifera es incierta siendo Radiolaria propuesta como un grupo monofilético o parafilético.
|  | Sticholonchea                                               |
|  |                                                             |
|  | \| \| Polycystinea \| \| \| \| \| \| Acantharea \| \| \| \| |
|  |                                                             |
|  | Polycystinea                                                |
|  |                                                             |
|  | Acantharea                                                  |
|  |                                                             |

|  | Polycystinea |
|  |              |
|  | Acantharea   |
|  |              |

|  | Sticholonchea                                               |
|  |                                                             |
|  | \| \| Polycystinea \| \| \| \| \| \| Acantharea \| \| \| \| |
|  |                                                             |
|  | Polycystinea                                                |
|  |                                                             |
|  | Acantharea                                                  |
|  |                                                             |

|  | Polycystinea |
|  |              |
|  | Acantharea   |
|  |              |

|  | Sticholonchea                                               |
|  |                                                             |
|  | \| \| Polycystinea \| \| \| \| \| \| Acantharea \| \| \| \| |
|  |                                                             |
|  | Polycystinea                                                |
|  |                                                             |
|  | Acantharea                                                  |
|  |                                                             |

|  | Polycystinea |
|  |              |
|  | Acantharea   |
|  |              |

|  | Sticholonchea                                               |
|  |                                                             |
|  | \| \| Polycystinea \| \| \| \| \| \| Acantharea \| \| \| \| |
|  |                                                             |
|  | Polycystinea                                                |
|  |                                                             |
|  | Acantharea                                                  |
|  |                                                             |

|  | Polycystinea |
|  |              |
|  | Acantharea   |
|  |              |